# Christian Li
Christian Li, né en 2007 à Melbourne, est un violoniste classique australien. Enfant prodige réputé pour sa virtuosité, il a notamment co-remporté le 1er prix du concours international de violon Yehudi Menuhin dans la catégorie junior et est le plus jeune musicien à avoir signé un contrat avec le label Decca.

## Biographie
Christian Li est né à Melbourne en 2007.
En avril 2018, il partage avec la singapourienne Chloé Chua le 1er prix du concours international Yehudi Menuhin dans la catégorie junior. Âgé de 10 ans, il est le plus jeune lauréat du concours. Son interprétation remarquée de le l'Été des Quatre Saisons d'Antonio Vivaldi lui permet également d'emporter le prix du public,,.
En 2020, Christian Li et le label Decca signe un contrat de collaboration. Il devient ainsi le plus jeune musicien professionnel à s'engager avec ce label,.
Quelques semaines plus tard, le premier disque du jeune violoniste sort. Il y joue notamment l'intégralité des Quatre Saisons ainsi que La Ronde des Lutins d'Antonio Bazzini,.

## Discographie
- 2020 : Les Quatre Saisons (Antonio Vivaldi) ; La Ronde des Lutins (Antonio Bazzini)[5],[6]